# Jiří Bílek
Jiří Bílek (ur. 4 listopada 1983 w Pradze) – czeski piłkarz występujący na pozycji pomocnika.

## Kariera
Bílek jest wychowankiem klubu FK Neratovice-Byskovice. W 2003 roku stał się zawodnikiem Chmelu Blšany. Po trzech latach gry w tym klubie, odszedł do Slovana Liberec. W 2009 roku przeszedł do niemieckiego 1. FC Kaiserslautern. W 2. Bundeslidze zadebiutował 8 maja 2009 roku w meczu z FC Augsburg (1:0). W 2010 roku jego klub awansował do Bundesligi – Bílek zadebiutował w niej 21 sierpnia w wygranym 3:1 meczu z 1. FC Köln. 19 stycznia 2012 roku podpisał kontrakt z Zagłębiem Lubin, po wcześniejszym rozwiązaniu umowy z Kaiserslautern. W latach 2014–2017 był zawodnikiem Slavii Praga.